# Nicola Sansone
Nicola Domenico Sansone (Múnic, 10 de setembre de 1991) és un futbolista d'Itàlia que juga a la US Lecce. Ha estat internacional amb la selecció italiana.

## Trajectòria

### Inicis
Sansone va nàixer a Múnic, però la seva família és d'origen italià. A la capital bavaresa el seu pare regenta una fruiteria. Sansone, s'ha definit com un italià crescut a Alemanya i on se sentia estranger. Malgrat tot, el jugador es va formar a les categories inferiors del Bayern München on va debutar amb l'equip filial la temporada 2009/10 en un partit contra el Dynamo Dresden, en aquell filial també hi jugava David Alaba. Després de dos temporades al filial bavarès va fer el salt a Itàlia, al Parma.

### Vila-real CF
L'estiu del 2016 es va fer oficial el seu fitxatge pel submarí groguet per una quantitat aproximada de 13 milions d'euros. El 20 d'agost del 2016, en la primera jornada de la Lliga 2016-17, va debutar amb l'equip groguet contra el Granada CF, va jugar aquell partit de titular. El 10 de setembre marcava el seu primer gol a la Lliga, va ser contra el Màlaga CF en una victòria per 2–0 de l'equip groguet a La Rosaleda.

#### Bologna (cedit)
El 4 de gener de 2019, va fitxar pel club italià Bologna FC cedit amb obligació de compra.